# Dalet
Dalet (דלת) je 4. slovo hebrejskog pisma i ima brojčanu vrijednosti od 4. Izgovor po međunarodnoj fonetskoj abecedi je: [d].

## Povijest
Dalet je suglasnik feničkog pisma, koji je nastao iz stilizirane slike leđa otvorena vrata šatora. Iz tog slova je isto nastao grčki Delta i latinsko slovo D.

## Primjeri
- דברה Debora: "Pčela"
- דוד David
- דלילה Dalila, žensko ime
- דלת (delet): vrata – podrijetlo ime slova
- דן Dan, muško ime i naziv izraelskog plemena
- דניאל Daniel: "Bog je moj sudac"
- דריוש Daryavesh, Darije

## Šifra znaka
|          | Unikod | Unikod              | HTML     | HTML | izgled ovisi o pregledniku | poveznice (engl.)                |
| k. točka | naziv  | kod                 | entitet  |      | izgled ovisi o pregledniku | poveznice (engl.)                |
| -------- | ------ | ------------------- | -------- | ---- | -------------------------- | -------------------------------- |
| slovo ד  | U+05d3 | HEBREW LETTER DALET | &#x05d3; | nema | ד                          | detaljni podaci test preglednika |

U standardu ISO 8859-8 simbol ima kod 0xe3.